# The Making Love Demos
The Making Love Demos – siódma składanka zespołu Melvins zawierająca piosenki z roku 1987 wydanych na demach, wydana w 2007 roku przez firmę Bifocal Media.

## Lista utworów
1. „Creepy Smell"
2. „My Small % Shows Most"
3. „Dime Lined Divide"
4. „Excess Pool"
5. „Vile Vermillioin Vacancy”
6. „We Got Worries Here"
7. „Let God Be Your Gardener"
8. „Repulsion”

## Twórcy
- Buzz Osborne – gitara, wokal
- Matt Lukin – gitara basowa
- Dale Crover – perkusja
- Brian Walsby – projekt